# حزب سوسیالیست ترقی‌خواه
حزب سوسیالیست ترقی‌خواه (عربی: الحزب التقدمی الاشتراکی یا (به فرانسوی: Parti Socialiste Progressiste) از احزاب سیاسی لبنان است. رهبر کنونی این حزب ولید جنبلاط است. ایدئولوژی آن سکولار و رسماً غیر فرقه‌ای است هرچند بیشتر توسط فرقه دروزی حمایت می‌شود.